# Lenguas tama
Las lenguas tama son un pequeño familia lingüística de lenguas estrechamente relacionadas del norte de Papúa Nueva Guinea,
Ayi-Pasi, Pahi, Mehek, Kalou, Yessan-Mayo.
Esta familia tama se consideran usualmente un subgrupo de las lenguas del Sepik.

## Comparaxión léxica
Los numerales reconstruidos para diferentes lenguas del tama:
| GLOSA | Mehek                                  | Yessan- Mayo |
| ----- | -------------------------------------- | ------------ |
| '1'   | ⁿdɪɹ'ambʊɹ                             | wuri         |
| '2'   | 'lasif                                 | pesi         |
| '3'   | 'lasifɪɹˌⁿdin                          | mur          |
| '4'   | 'lasiˌfu 'lasiˌfu                      | eis          |
| '5'   | 'joko 'ⁿdaᵐbe 'lesu 'joko 'lesʊ 'ᵐbutu | let-rane     |
| '6'   | 5+1                                    | 5+1          |
| '7'   | 5+2                                    | 5+2          |
| '8'   | 5+3                                    | 5+3          |
| '9'   | 5+4                                    | 5+4          |
| '10'  | 5+5                                    | let-peis     |